# All Hour Cymbals
All Hour Cymbals é o álbum de estreia do grupo de rock experimental Yeasayer, lançado pela We Are Free em 23 de Outubro de 2007 e 24 de março de 2008 no Reino Unido.
| Críticas profissionais                                                      | Críticas profissionais |
| Avaliações da crítica                                                       | Avaliações da crítica  |
| Fonte                                                                       | Avaliação              |
| --------------------------------------------------------------------------- | ---------------------- |
| allmusic                                                                    | [ 2 ]                  |
| Esta tabela precisa de ser acompanhada por texto em prosa. Consulte o guia. |                        |

## Faixas
1. "Sunrise" - 4:07
2. "Wait for the Summer" - 4:53
3. "2080" - 5:24
4. "Germs" - 3:13
5. "Ah, Weir" - 1:21
6. "No Need to Worry" - 5:26
7. "Forgiveness" - 3:40
8. "Wait for the Wintertime" - 4:52
9. "Waves" - 4:07
10. "Worms" - 4:57
11. "Red Cave" - 4:59